# Марийска автономна съветска социалистическа република
Автономна съветска социалистическа република Марий е наследник на Марийската автономна област. Създадена е на 5 декември 1936 г.
Територията ѝ е 23 200 кв. км. с население 739 000 души. Съотношението градско/селско население е съответно 458 000 към 281 000 души. Марийската АССР е наградена с орден „Ленин“ (1965), орден „Октомврийска революция“ (1970) и орден „Дружба на народите“ (1972).
Когато се разпада Съветският съюз, Марийската АССР се преобразува в Република Марий Ел, федерален субект в състава на Руската федерация.

## Население
Националният състав на населението към 1979 г. е следният:
- марийци – 307 000
- руснаци – 335 000
- татари – 41 000